# Henk de Looper
Hendrik „Henk“ Christiaan de Looper (* 26. Dezember 1912 in Hilversum; † 3. Januar 2006 ebenda) war ein niederländischer Hockeyspieler, der bei den Olympischen Spielen 1936 die Bronzemedaille erhielt.

## Sportliche Karriere
Henk de Looper war Mittelfeldspieler beim Hilversumsche Mixed Hockey Club. Er bestritt 44 Länderspiele für die niederländische Nationalmannschaft.
Henk de Looper debütierte 1930 im Nationalteam beim 4:0-Sieg gegen Belgien. 1936 in Berlin war er Stammspieler der niederländischen Mannschaft und wirkte in allen fünf Spielen mit. Die Niederländer gewannen ihre Vorrundengruppe, wobei sie unter anderem die Franzosen mit 3:1 bezwangen. Nach einer 0:3 Halbfinalniederlage gegen die deutsche Mannschaft trafen die Niederländer im Kampf um den dritten Platz erneut auf die Franzosen und siegten mit 4:3. Henk de Looper absolvierte 1946 und 1948 noch einmal fünf Länderspiele. Bei den Olympischen Spielen 1948 in London gehörte er zum niederländischen Aufgebot, wurde aber nicht eingesetzt. Trainer war 1948 Rein de Waal, der 1936 in Berlin mit Henk de Looper gemeinsam in der Mannschaft gespielt hatte. 
Henks Bruder Jan de Looper war 1936 Torhüter der niederländischen Mannschaft.